# Richard Rodney Bennett
Sir Richard Rodney Bennett, CBE (Broadstairs, Kent, Anglaterra, 29 de març de 1936 − Nova York, Estats Units, 24 de desembre de 2012) va ser un pianista, compositor i arranjador britànic.

## Biografia
Nascut de pares músics, Richard Rodney Bennett estudia piano i composició a la Royal Academy of Music de Londres a partir de 1953 amb Howard Ferguson i Lennox Berkeley — ensenyarà ell mateix en aquest establiment, en principi de 1963 a 1965, després de 1994 a 2000. Descobreix a Darmstadt (Alemanya, de 1955 a 1958) el serialisme, del qual un dels abanderats, Pierre Boulez, és el seu professor a París durant dos anys.
La seva música és influenciada tant pel anomenat serialisme com per l'estil romàntic tardà (fins al punt d'haver estat qualificada de "música neoromàntica serial"), així com pel jazz (que trobem en algunes de les seves composicions). Se li deuen obres en àmbits variats (piano, música de cambra, orquestra, concerts, treballs corals o amb soliste(s), òpera…), així com músiques de pel·lícules a partir de 1957 o músiques per a telefilms i sèries de televisió a partir de 1962.
De vegades surt als crèdits com "Richard Bennett", és investit Comendador de l'Ordre de l'Imperi britànic el 1977, després cavaller el 1998. Va ser nominat per l'oscar a la millor banda sonora per Far from the Madding Crowd (1967).

Com a pianista, ha tocat amb la cantant Claire Martin i gravat obres de George Gershwin, Jerome Kern i Harold Arlen. Per a Renaud Machart, crític musical de France Musique i de Le Monde, la música de Richard Rodney Bennett per a Murder on the Orient Exprés de Sidney Lumet el 1974 constitueix 
| « | la seva firma sonora, pel què és mundialment conegut. | » |

## Obres

### Composicions clàssiques

#### Peces per a un instrument solo
- Piano: Sonata (1954); 5 Estudis (1964); Scena I (1974); Noctuary (1981); Three Romantic Pieces (1988); Excursions (1993); Impromptu (1994).
- Altres instruments: Scena II per violoncel (1973); Scena III per clarinet (1977); After Syrinx II per marimba (1982); Sonata per a Guitarra clàssica (1983); Partita per a violoncel (2001).

#### Música de cambra
Quartet de corda (1964); Trio per flauta, oboè i clarinet (1965); Quintet de vent (1968); Four Pieces Suite per 2 pianos (1974); quartet amb oboè (1975); Kandinsky Variacions per 2 pianos (1977); Sonata per a  trompa i piano (1978); Sonata per a violí i piano (1978); After Syrinx I per oboè i piano (1982); Concerto per quintet a vent (1983); Serenata per Ones Martenot i piano (1984); Lamento d'Arianna per Quartet de corda (1986); Sonata per saxofon soprano i piano (1986); Sonata per quintet à vent et piano (1986); Capriccio per violoncel i piano (1990); Sonata per fagot i piano (1991); Sonata per violícel i piano (1991); Quintet amb clarinet (1992); quartet de saxofons (1994); Four Country Dances per oboè (o saxofon soprano) i piano (2000); Suite francesa per flauta i piano (2002); Ballad in Memory of Shirley Horn per clarinet i piano (2005).

#### Obres amb veu solista
The Approaches of Sleep per soprano, mezzosoprano, tenor, baix i orquestra de cambra (1960); London Pastoral per tenor i orquestra (1962); Soliloquy per veu i conjunt de jazz (1967); Time's Whiter Series per contratenor i llaüt (1974); Love Spells, per soprano i orquestra (1974); The Little Ghost who died for Love, per soprano i piano (1976); Five Sonnets of Louise Labé per soprano i orquestra de cambra(1984); Love Songs per tenor i orquestra (1984); Ophelia, cantata per contratenor i orquestra de cambra(1987); Beginnings per veu i orquestra (1991); Songs before Sleep per veu i piano (o per bariton i orquestra de cambra) (2002); Voyage per mezzosoprano i piano (2003).

#### Obres per a orquestra
Nocturnes per orquestra de cambra (1963); Jazz Calendar, música de ballet (1964); Simfonia número 1 (1965); Simfonia número 2 (1967); Suite française per petita orquestra (1970); Zodiac (1976); Music for Strings, per orquestra de corda (1977); Serenata per petita orquestra (1977); Metamorphoses per orquestra de corda (1980); Isadora, música de ballet (1981); Anniversaries (1982); Sinfonietta (1984); Reflections on a Theme of William Walton (1985); Morning Music, per orquestra de vent (1986); Simfonia número 3 (1987); Diversions (1989); Flowers of the Forest, per conjunt d'instrument de metall (1989); The Four Seasons, per orquestra de vent (1991); Variations on a Nursery Tune (1992); Partita (1995); Rondel per a orquestra de jazz (1999).

#### Obres per concerts
Concert per a piano i orquestra (1968); Concert per a guitarra i orquestra de cambra (1970); Concert per a oboè i orquestra de corda (1970); Concert per a orquestra (1973); Concerto per viola i orquestra (1973); Concert per a violí i orquestra (1975); Actaeon (o Metamorphosis I) per cor i orquestra (1977); Sonnets to Orpheus per violoncel i orquestra (1979); Memento per flauta i orquestra (1983); Concert per a clarinet i orquestra (1987); Concert per marimba i orquestra (1988); Concert per saxofon alto i orquestra (1988); Concert per 10 instruments de metall (1988); Concert per Stan Getz per saxofon tenor i orquestra de corda (1990); Concert per a percussió i orquestra (1990); A Book of Hours, per arpa i orquestra de corda (1991); Concert per a trompeta i orquestra de vent (1993); Concerto per fagot i orquestra (1994); Suite francesa per flauta i orquestra (o per flauta i piano, 2002).

#### Obres corals
(cor a cappella o amb acompanyament instrumental)
Epithalamion, amb orchestre (1966); Spells, amb soprano solo i orquestra (1974); Nonsense, amb orquestra (1979); Puer Nobis (1980); Dream Songs, amb piano (1986); Missa Brevis (1990); Sermons and Devotions (1992); The Glory and the Dream, amb orgue (2000); A Farewell to Arms, amb violoncel (2001); The Ballad of Sweet William, amb piano (2003); The Garden, amb piano (2006); Four Poems of Thomas Campian (2007); Serenades (2007).

#### Òperes
The Ledge (1961); The Mines of Sulphur, en 3 actes (1963); The Midnight Thief (1964); A Penny for a Song, en 2 actes (1967); All the King's Men, petita opera per nens amb piano a 4 mans, percussions iinstruments de cordes (1968); Victory, en 3 actes (1969).

### Músiques de pel·lícules o televisió[6]
- 1957: Interpol de John Gilling
- 1958: Indiscreet de Stanley Donen
- 1958: Conflicte íntim (The Man Inside) de John Gilling
- 1959: The Devil's Disciple de Guy Hamilton
- 1959: The Man who could Cheat Death de Terence Fisher
- 1959: Blind Date de Joseph Losey
- 1959: The Angry hills de Robert Aldrich
- 1962: Satan never Slipes de Leo McCarey
- 1963: Billy Liar' de John Schlesinger
- 1964: One Way Pendulum de Peter Yates
- 1964: Doctor Who episodi « The Aztecs »
- 1965: The Nanny de Seth Holt
- 1966: The Witches de Cyril Frankel
- 1967: Lluny del brogit mundà (Far from the Madding Crowd) de John Schlesinger
- 1967: Un cervell de mil milions de dòlars (Billion Dollar Brain) de Ken Russell
- 1968: Secret Ceremony de Joseph Losey
- 1970: Figures in a Landscape de Joseph Losey
- 1971: Nicolas i Alexandra (Nicholas and Alexandra) de Franklin J. Schaffner
- 1974: Assassinat a l'Orient Express (Murder on the Orient Express) de Sidney Lumet
- 1975: Llicència per matar (Permission to Kill) de Cyril Frankel
- 1977: Equus de Sidney Lumet
- 1977: L'Imprécateur de Jean-Louis Bertuccelli
- 1978: El robatori més gran del segle (The Brink's Job) de William Friedkin
- 1979: Yanks de John Schlesinger
- 1992: Un abril màgic (Enchanted April) de Mike Newell
- 1994: Quatre bodes i un funeral (Four Weddings and a Funeral) de Mike Newell
- 1998: The Tale of Sweeney Todd, telefilm de John Schlesinger

## Premis i nominacions

### Premis
- 1975: BAFTA a la millor música per Assassinat a l'Orient Express

### Nominacions
- 1968: Oscar a la millor banda sonora per Lluny del brogit mundà
- 1970: BAFTA a la millor música per Secret Ceremony
- 1971: BAFTA a la millor música per Figures in a Landscape
- 1972: Oscar a la millor banda sonora per Nicolau i Alexandra
- 1973: BAFTA a la millor música per Lady Caroline Lamb
- 1973: Grammy al millor àlbum de banda sonora escrita per pel·lícula o televisió per Nicolau i Alexandra
- 1975: Oscar a la millor banda sonora per Assassinat a l'Orient Express
- 1976: Grammy al millor àlbum de banda sonora escrita per pel·lícula o televisió per Assassinat a l'Orient Express
- 1978: BAFTA a la millor música per Equus
- 1980: BAFTA a la millor música per Yanks
- 1985: Primetime Emmy a la millor composició musical en minisèrie o especial per Murder with Mirrors
- 1995: BAFTA a la millor música per Quatre bodes i un funeral